# Amphimedon queenslandica
Amphimedon queenslandica är en svampdjursart som beskrevs av Hooper och van Soest 2006. Amphimedon queenslandica ingår i släktet Amphimedon och familjen Niphatidae. Inga underarter finns listade i Catalogue of Life.

## Bildgalleri

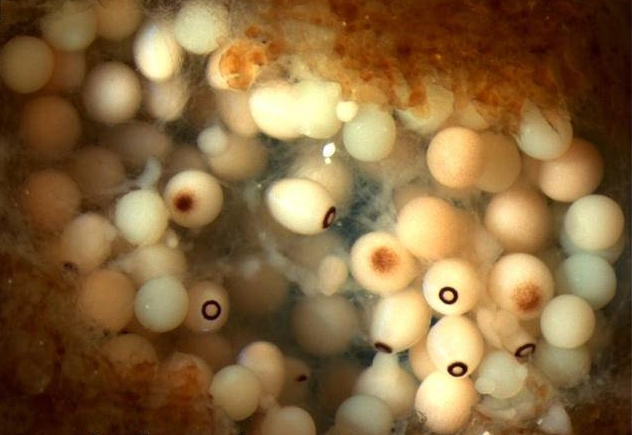